# Myrmarachne magna
Myrmarachne magna är en spindelart som beskrevs av Saito 1933. Myrmarachne magna ingår i släktet Myrmarachne och familjen hoppspindlar. Inga underarter finns listade i Catalogue of Life.